# Smoke Gets in Your Eyes
«Smoke Gets in Your Eyes» (с англ. — «Дым застилает глаза») — песня, написанная американским композитором Джеромом Керном и либреттистом Отто Харбаком для бродвейского мюзикла Roberta (1933).
Была исполненена Ирен Данн в 1935 году в фильме «Роберта» в квартете с Фредом Астером, Джинджер Роджерс и Рандольфом Скоттом. Впоследствии исполнялась многими известными артистами, в том числе Нэтом Кингом Коулом (1946), Брайаном Ферри (1974, альбом Another Time, Another Place), Адриано Челентано (1984 г., альбом I miei americani) и американской вокальной группой The Platters (1958; 1-е место в хит-параде Billboard Hot 100, 1959). В 1972 году приобрёл популярность ремейк композиции в исполнении британской группы Blue Haze. Саксофонист Бутс Рэндольф записал инструментальную версию песни на стороне «Б» своего сингла «Yakety Sax».
Песня звучит в саундтреках фильмов «Американские граффити» (1973), «Жизнь Джулии» (2004); в исполнении J. D. Souther — в фильме Стивена Спилберга «Всегда» (1989).
Перевод текста на русский язык выполнен до 1960 года Татьяной Сикорской: «Мы встретились с тобой / Ночью голубой, / И окутал нас / Облаком своим / Яблонь нежный дым…»